# スクーンの石

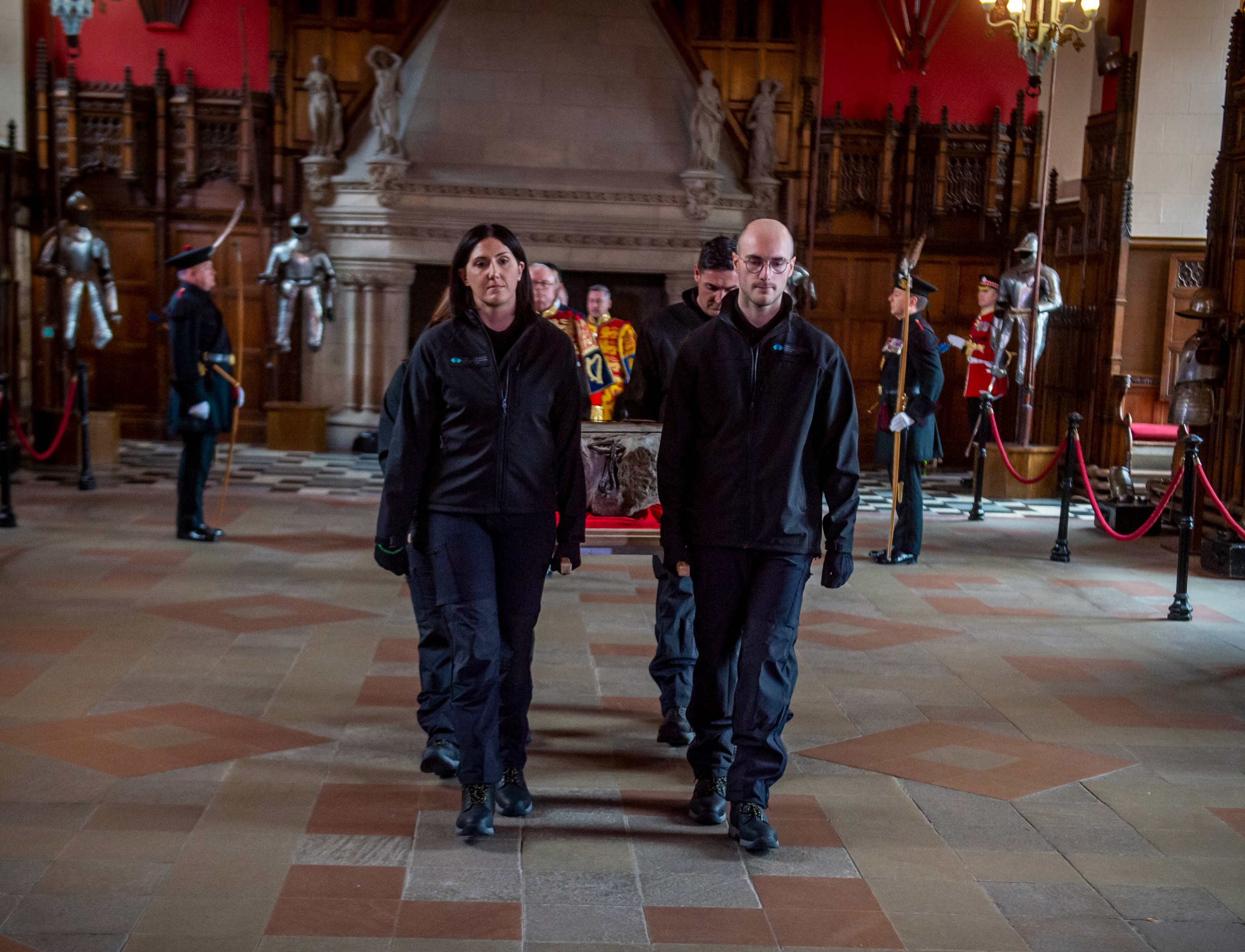
2023年のチャールズ3世とカミラの戴冠式のため、エディンバラ城から運び出されるスクーンの石

スクーンの石（スクーンのいし、英語: Stone of Scone、スコットランド語: Stane o Scuin）は、代々のスコットランド王が、スクーンにおいてこの石の上で戴冠式を挙げたとされる石であり、スコットランドを象徴する文化遺物の一つである。運命の石（Stone of Destiny）と呼ばれることも多い。石の寸法は、66.0 cm × 42.5 cm × 27.0 cm（中サイズのスーツケース程度）、質量は、約152 kgである。石の両サイドに運搬のための鉄輪がついている。

## 由来

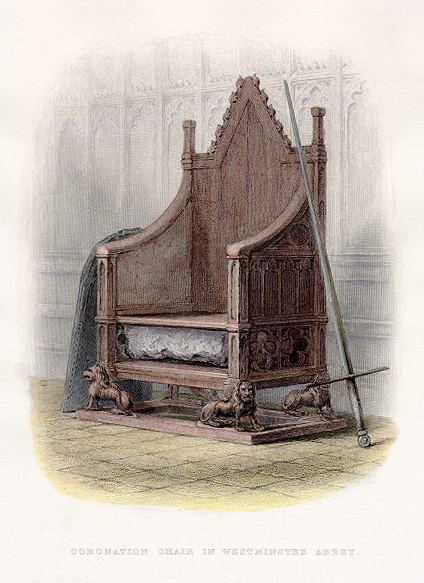
座面の直下にスクーンの石が嵌め込まれたエドワード王の椅子を描いた1855年の絵画

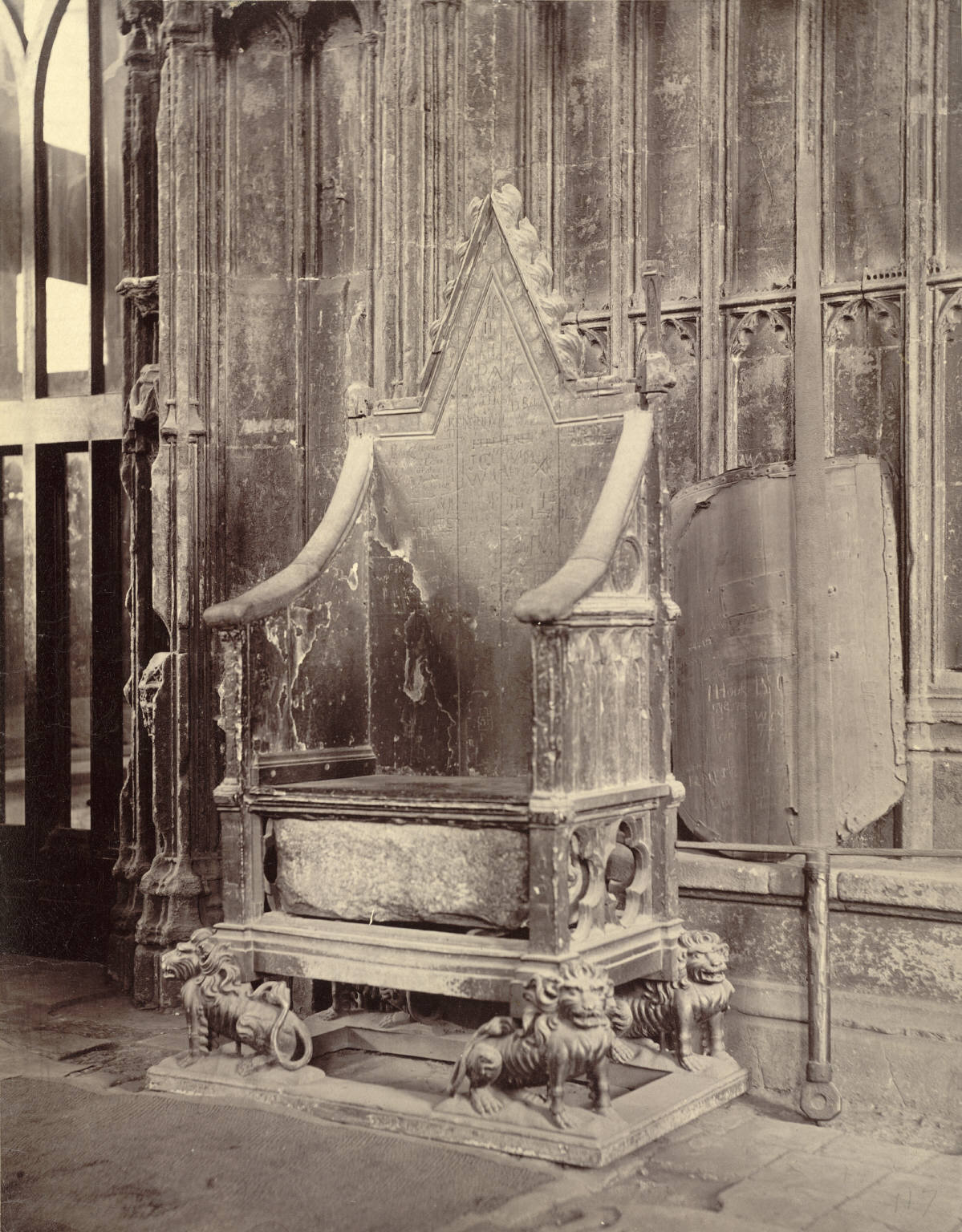
1914年、サフラジェットによる爆発事件で損傷したエドワード王の椅子。下部にスクーンの石がはめ込まれている

伝承によれば、この石は、500年ごろ、スコット人ファーガス・モー・マク・エルクによってアイルランドから持ち込まれたとされている。ファーガスはキンタイア半島付近に上陸し、ダルリアダ王国を建国、ファーガス1世となった。以来この石は、王家の守護石とされた。
846年にケネス1世がオールバ王国の王を兼ねるようになると、運命の石もダルリアダ王国の首都ダンスタフニッジより新首都スクーン（現在のパース近郊）のスクーン宮殿に移し、ダルリアダ＝オールバ王としての戴冠を運命の石に腰掛けて行った。これ以降、「スクーンの石」とも呼ばれるようになる。その後成立したスコウシア王国でも歴代の王はこの石の上で戴冠し、スコットランド王国でも受け継がれた。1292年に戴冠したジョン・ベイリャルは、この石に腰掛けて戴冠した最後のスコットランド王である。
しかしスコットランド独立戦争中の1296年にエドワード1世（あだ名はLongshanks）によって戦利品として持ち出され（エドワード1世 (イングランド王)#スコットランド侵攻）、ロンドンのウェストミンスター寺院内のエドワード王の椅子の座面の直下に取り付けられた。  
その後、このエドワード王の椅子は戴冠式に用いられるようになり、代々のイングランド王は、スコットランド王の象徴であるこの石を尻に敷いて戴冠することになる。この行為はスコットランド人がイングランド人の支配下に置かれることを意味すると解釈されている。
石が持ち去られた後、スコットランドの再独立を果たしたロバート1世はスクーンで戴冠を行い、以後のスコットランド王もスクーンで戴冠したが、ジェームズ6世がイングランド王を兼ねるようになってからはスクーンでの戴冠は行われなくなった。ただし清教徒革命期にはチャールズ2世がスコットランド王として戴冠式を行っている。
1910年代、過激派の婦人参政権運動であるサフラジェットによって、爆発や放火などが相次いでいた（サフラジェットによる爆弾と放火運動）。1914年6月11日、ウエストミンスター寺院に仕掛けられていた爆弾が爆発し、椅子も損害を受けた。スクーンの石の損壊は発見されなかったものの、1950年に一部が割れたのはこのときの爆発が原因であると見られている。

## スクーンの石の移設（1950年）と回収
1950年のクリスマスの日、グラスゴー大学のスコットランド人学生4名（イアン・ハミルトン（1925年9月13日 – 2022年10月3日 ）、ギャビン・バーノン（1926年8月11日 – 2004年3月19日）、ケイ・マセソン（1928年12月7日 – 2013年7月6日） 、アラン・スチュアート（1930-2019）（Alan Stuart）がウェストミンスター寺院からスクーンの石を撤去し、スコットランドに持ち帰った。 
学生たちはスコットランドの完全自治を支持する団体「スコットランド・コヴェナント協会」のメンバーでもあった。 2008年にはこの事件は『運命の石 (映画)』と題する映画になっている 。

### 計画
1950年、グラスゴー大学の学生であったイアン・ハミルトンは、スクーンの石をスコットランドに持ち去る計画をギャビン・バーノンに持ちかけた。 この計画にはグラスゴーの実業家であるロバート・グレイが資金を提供していた。バーノンは、同じくグラスゴーの学生だったケイ・マセソンとアラン・スチュアートと共にこの計画に参加することにした。

### 実行
1950年12月、クリスマスの数日前に4人の学生はグラスゴーから2台のフォード・アングリアに分乗して18時間かけてロンドンまで運転していった。 ロンドンに到着した彼らは、ライオンズ・コーナー・ハウスで簡単な打ち合わせをし、ウェストミンスター寺院から石を撤去することを決めた。 その日の午後、イアン・ハミルトンはウェストミンスター寺院の手押し車の下に隠れていたが、寺院の扉が閉じられた後に、夜警に捕まった。しかしちょっと質問されただけで解放してもらえた。
翌日、バーノンとスチュアートはウェストミンスター寺院に戻り、夜警の巡回の交代について情報を得た。 その夜、ハミルトンを除く3人の学生は寺院内部に入り込み、目的の部屋である詩人の部屋への入り口までたどり着いた。 エドワード1世の墓とエドワード王の椅子がある礼拝堂にたどり着くと、3人は回りの柵を引き倒した 。 椅子の下からスクーンの石を取り出そうとすると、石は床に崩れ落ちて角が割れ、2つの破片に分かれてしまった。 3人の学生はハミルトンのマッキントッシュコート（ゴム引きのコート）を床に敷いて、大きい方の破片を高い祭壇の階段から引きずり下ろしてコートの上に載せて引きずって動かした。ハミルトンは小さい方の破片を外で待機していた自動車まで運んだ。
イアン・ハミルトンは小さな方の破片を車のトランクに入れ、助手席に乗り込んだ。  その際、ケイ・マセソンはガス灯のところに警官がいるのに気付いたので、ハミルトンとマセソンは車の中で恋人同士の振りをした。 午前5時にもかかわらず、その警官は学生の車のところまで来て、車中の二人とジョークを交わしたりタバコをやり取りした。その後、マセソンとハミルトンはビクトリアまで車を走らせ、ハミルトンは途中で降りて寺院まで歩いて戻った。 彼が寺院に到着したときには、バーノンとスチュアートがいなかったので、ハミルトンは大きい方の石塊を一人で何とか車に引きずり込んだ。 彼が車を発車させると、そこにバーノンとスチュアートが車に向かって歩いてくるところであった。
車に載せた石が重すぎて車体が沈みすぎるので、警官に見破られることを恐れたバーノンは、ウォリックシャー州のラグビーへと向かった。 ハミルトンとスチュアートはケント州へ車を走らせ、大きな方の石の破片を野原に隠してスコットランドに戻った。 マセソンは小さい方の石を入れた車をミッドランドの友人に預け、バーノンと同様に列車でスコットランドに戻った。 石が行方不明になったことを知った当局は、400年ぶりにスコットランドとイングランドの国境を封鎖した。
2週間後、ハミルトンと友人たちは2つの破片を回収し、グラスゴーへ持ってきた 。 彼らは石工の棟梁でもあったロバート・グレイに頼んで、2つに割れた石を一つに合体してもらった。グレイは真鍮の棒を大小2つの石に差し込んで石を合体した。グレイはこの時、この石が真正な物であることを示すために石の中に紙切れを挿入した。グレイはその紙片に何を書いたかを誰にも明かすことなく1975年に死去した。このため紙片上の文言は今に至るまで不明のままである。

### 露見と石の回収
1951年4月に警察への通報があり、アーブロース修道院（1320年にアーブロース宣言でスコットランド独立を宣言した場所である。）の高祭壇跡で石が発見された。 石は1952年2月にウェストミンスター寺院に返還された。
警察はスコットランド人の仕業とみて捜査を行った。 スコットランド中の図書館から関連書籍を借り出した記録を調べ、グラスゴーのミッチェル図書館からイアン・ハミルトンがウェストミンスター寺院に関する全ての書籍を借り出していたことを割り出した。
実行グループの4人全員が事情聴取を受け、イアン・ハミルトン以外の3名は自白した 。 当局は、この事件が政治問題化することを恐れて、起訴しないこととした 。 この問題について議会で演説したハートリー・ショークロス卿は、次のように述べている。「ウェストミンスター寺院からの密かな石の撤去と、寺院の神聖性を明らかに無視した行為は、イングランドとスコットランドの両方で大きな悲しみと侮辱を引き起こした破廉恥な破壊行為だった。しかしながら、公共の利益のために刑事手続きを取る必要はないと思っている」。
4人の学生は、スコットランドでは英雄となった。イアン・ハミルトンはグラスゴーのパブではいつでもタダでビールが飲めたと述懐している。

## スコットランドへの返還後
1996年のSaint Andrew's Day（11月30日）に、ジョン・メージャー政権によりスクーンの石は1296年以来700年ぶりにスコットランドに返還された。石は詳細に調査・記録され、現在は、エディンバラ城に安置されている。ただし、スクーンの石は将来の英国王室の戴冠式のときには一時的にウェストミンスター寺院に戻され、エドワード王の椅子の座面の下に嵌め込まれることになっている。実際、2023年5月6日のチャールズ3世とカミラの戴冠式に使用するために、同年4月29日にエディンバラからウェストミンスター寺院に移送されている。

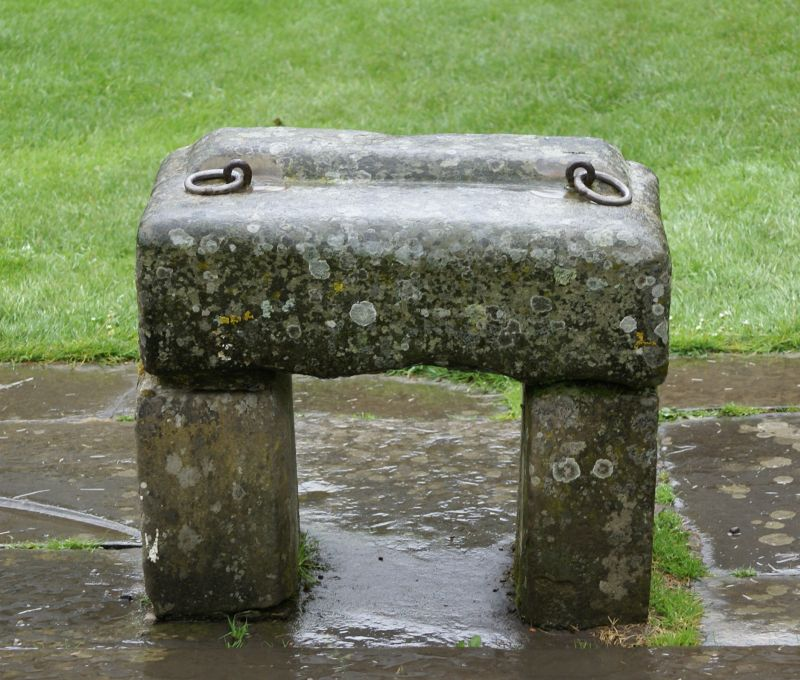
スクーン宮殿に設置された、スクーンの石のレプリカ。位置は、。

石が元々あったスクーン宮殿内のムートの丘に建っているスクーン寺院の正面には、石のレプリカが置かれている。位置は、北緯56度25分24.68秒 西経3度26分16.42秒 / 北緯56.4235222度 西経3.4378944度である。説明板には、「STONE OF SCONE / A replica of the stone upon which the / Kings of Scots were crowned on / Moot Hill until 1296 when Edward I / took the stone to Westminster Abbey.」 と記されている。
スクーンの石は、エディンバラ城から、2024年に開館予定のパースの博物館に移され、最重要物として展示されることになっている。

## 石の材質
この石には聖地パレスチナにあって聖ヤコブが頭に乗せたという伝承や、少なくともアイルランドから持ち込まれたとの伝承がある。しかし、1996年の石のスコットランドへの返還の2年後に、イギリス地質調査所による研究調査が行われた結果、この石はスクーン周辺の石切場で採掘される旧赤色砂岩（en:Old Red Sandstone）であることが判明し、確定している。

## 映画
ウェストミンスター寺院からのスクーンの石の撤去のストーリーは、2008年に「Stone of Destiny」という映画になっている。主役のイアン・ハミルトンをチャーリー・コックスが演じている。イアン・ハミルトン自身もカメオ出演している。